# Gravity's Rainbow (Pat Benatar)
Gravity's Rainbow è il nono album discografico in studio (il decimo in totale) della cantante statunitense Pat Benatar, pubblicato nel 1993.

## Tracce
1. Pictures of a Gone World – 0:41 (Neil Giraldo)
2. Everybody Lay Down – 4:25 (Giraldo, Pat Benatar)
3. Somebody's Baby – 4:24 (Giraldo, Benatar)
4. Ties That Bind – 3:36 (Giraldo, Myron Grombacher)
5. You & I – 4:24 (Giraldo, Benatar, Grombacher)
6. Disconnected – 3:43 (Giraldo, Grombacher, Frank Linx)
7. Crazy – 4:24 (Giraldo, Benatar, Grombacher, Linx)
8. Every Time I Fall Back – 5:02 (Giraldo, Benatar)
9. Sanctuary – 3:52 (Giraldo, Grombacher)
10. Rise (Part 2) – 3:03 (Giraldo, Benatar, Grombacher, Linx)
11. Kingdom Key – 4:22 (Giraldo, Benatar, Grombacher)
12. Tradin' Down – 3:31 (Giraldo, Grombacher)